# Hypena stresemanni
Hypena stresemanni là một loài bướm đêm trong họ Erebidae.